# 溪流細鯽
溪流細鯽（学名：Aphyocypris amnis），又稱日月潭細鯽或日月潭白魚，屬於輻鰭魚綱鯉形目鲴科魚類，是臺灣中部淡水魚特有種，體長最大可達4.7公分。

## 生態習性
主要棲息於水流緩慢之區域，以小型昆蟲及藻類為食。

## 分類
此魚種是2011年時，由國立中山大學海洋科學系副教授廖德裕等人從台灣白魚族群中獨立出來發表的新物種，在分類學上仍有些爭議，有待更進一步之研究。

## 保育狀態
在台灣紅皮書中列為極度瀕危（CR）。